# كارل سباتز
كارل أندرو سباتز (بالإنجليزية: Carl Spaatz)‏

كارل سباتز (بالإنجليزية: Carl Spaatz)‏‏ (28 يونيو 1891 في بنسيلفانيا - 14 يوليو 1974 في كولورادو سبرينغس، كولورادو) ضابط، وطيار من الولايات المتحدة. كان قائدًا للقوات الجوية الإستراتيجية في أوروبا في عام 1944 إبان الحرب العالمية الثانية ورئيسًا لأركان سلاح الجو الأمريكي عام 1947.

## الجوائز
- وسام جوقة الشرف من رتبة ضابط أكبر
- صليب الطيران المتميز
- ميدالية النجمة البرونزية
- صليب الفارس الأعظم لنيشان الإمبراطورية البريطانية
- Knight of the Order of the Crown ‏
- وسام الاستحقاق الأمريكي برتبة فيلق
- نوط الجو
- نيشان بولونيا ريستيتوتا من رتبة قائد بنجمة
- وسام سوفوروف، الدرجة الثانية  [لغات أخرى]‏
- عضوية الشرف في قاعة الطيران الوطنية  [لغات أخرى]‏

## روابط خارجية
- كارل سباتز على موقع الموسوعة البريطانية (الإنجليزية)
- كارل سباتز على موقع مونزينجر (الألمانية)
- كارل سباتز على موقع إن إن دي بي (الإنجليزية)